# Courier de l'Europe
Pour les articles homonymes, voir Courier.
Le Courier de l'Europe est un périodique bi-hebdomadaire franco-britannique publié successivement à Londres, à Boulogne-sur-Mer (édité par Jacques Pierre Brissot), puis de nouveau à Londres, de 1776 à 1792. Son propriétaire est Samuel Swinton, marchand de vin de Londres, ancien officier de la marine anglaise. Les principaux rédacteurs sont : Serres de la Tour, Théveneau de Morande, l'abbé Perkins Mac-Mahon et Brissot.
Il change par trois fois de titre : le Courier de l'Europe (devise : Mores, et studia, et praelia dicam), le Courier de l'Europe ou Mémoire pour servir à l'histoire universelle (devise : Tros, Tyriusve mihi nullo discrimine agetur), une édition anglaise en 1777 et 1778, puis Courier politique et littéraire. Annonces et Avis divers, or French Evening Post. Il devint par la suite le Courrier de Londres en absorbant le Journal de France et d'Angleterre en 1797, puis le Courrier d'Angleterre et demeure l'un des principaux journal de l'émigration française à Londres jusqu'en 1826. 

## Histoire et contexte
Dans un premier temps, ce journal qui voit le jour lors des premiers mouvements de la guerre d'indépendance américaine se fait l'avocat d'une intervention française et donne des renseignements capitaux sur les opérations militaires et leurs répercussions sur la société britannique. Il est le premier journal à publier pour le public francophone le texte de la déclaration d'Indépendance des Treize colonies.
Au-delà, le Courier offre une certaine idée de la liberté de la presse et les premiers numéros, en particulier les second et cinquième, contiennent de véritables brûlots contre le gouvernement français et en particulier Maurepas et la reine. Ces mêmes textes affichent un programme égalitariste des plus radicaux dont l'extrait ci-dessus révèle le caractère dangereux aux yeux de la Cour de France :
Des biens on fera des lots
Qui rendront les gens égaux.
Du même pas marcheront
Noblesse & roture,
Les Français retourneront
Au droit de nature ;
Adieu parlements & lois,
Adieu Ducs, Princes, Rois.
Ces vers, et d'autres morceaux du même goût, font interdire le journal en France. Mais une négociation entre Samuel Swinton, son propriétaire, et Vergennes, orchestrée par Beaumarchais qui soutient la feuille, permet son introduction en France sous certaines conditions. Ainsi, le Courier est soumis à une censure préalable et fournit aux Affaires étrangères de précieux renseignements sur l'avancée du conflit et les forces en présence. Le journal acquiert alors une bonne réputation et l'on regarde ses informations comme des plus véridiques.
Sous la direction de Morande (1784 - 1791), le périodique perd son caractère frondeur et subversif et afficher un parti pris monarchien. 

## Intérêt et spécificité
Le journal permet au public français de se familiariser avec la réalité de la vie politique britannique, son vocabulaire, ses grandes figures et des notions de la vie parlementaire qui prend un tour nouveau dès 1788-1789. Ainsi, le Courier de l'Europe joue-t-il un rôle non négligeable dans la genèse d'une pensée politique dans la prérévolution française et apparait comme un outil pour appréhender le rôle de la France dans la guerre d'indépendance américaine.
En 1778 le Courrier de l’Europe, confronté à la difficulté de traduire en français le terme anglais « unconstitutional », décide de recourir au mot « inconstitutionnel », plutôt qu'à la périphrase  « contraire à l’esprit de la constitution » alors en usage, instaurant ce mot nouveau pour transcrire l’idée de non conformité à la constitution.